# 流非飛
《流非飛》是香港女歌手王菲在1993年推出的一首歌曲，由C.Y. Kong作曲及編曲，軟硬天師假借「莫可欣、郭可盈」名義填詞，收錄於同年出版的個人專輯《十萬個為什麼？》內。此歌創作背景與香港小姐競選有關，而王菲於1993年度叱咤樂壇流行榜頒獎典禮演唱此歌時的特別造型，成為其標誌性形象之一。

## 創作背景

### 關於1993年度香港小姐競選
有指此歌主題是充滿怪事的娛樂圈。此歌推出時名義上的填詞人是兩位1993年度香港小姐競選佳麗，包括冠軍莫可欣、本來的大熱門郭可盈，而歌名「流非飛」是同屆「國際親善小姐」得主劉飛飛姓名的諧音，以這種玩笑呼應主題，並作為噱頭。歌名中的「非」「飛」與歌詞中的「菲菲」亦是呼應歌手本名，令此歌十分個人化。當時已有音樂人猜測真正填詞人是軟硬天師，後來獲他們承認（按樂評人黃志華文章《說王菲〈十萬個為甚麼〉（外一篇）》，原載《成報》「樂與歌」專欄，重載於個人博客）。
而王菲當年亦演出了該年度香港小姐競選的一段宣傳片。

### 關於傳媒
黃志華認為此歌「描寫流言蜚語對王靖雯造成的困擾、壓力」。樂評人馮禮慈則指出此歌內容是「藝人對傳媒煲水及評論手法的一次坦率表態」。而其中一段歌詞「東方天天清新大眾 一週的心態」，包含了當時香港數間主要報刊，包括東方日報、天天日報、清新週刊、大眾電視、壹週刊。

## MV
《流非飛》的MV與同一專輯中的《Summer of Love》的MV使用同一組在公路、郊外拍攝的影片，一片兩剪。

## 派台成績
此歌於1993年11月派台，四台最高排名如下：
| 903專業推介（叱咤樂壇流行榜） | 新城勁爆流行榜            | RTHK中文歌曲龍虎榜        | TVB勁歌金榜               |
| ----------------------------- | ------------------------- | ------------------------- | ------------------------- |
| 第4位（11月7日-11月13日）     | 第2位（10月28日-11月3日） | 第3位（11月6日-11月12日） | 第5位（12月4日-12月10日） |

## 評價
曲風方面，陳頌紅於《壹周刊》碟評指這是作曲兼編曲者C.Y. Kong一貫擅長的快歌，亞里安於《東周刊》碟評稱《流非飛》與同專輯的《冷戰》均是「清新、流暢，有個人風格」，「值得注意」。
歌詞方面，馮禮慈認為歌詞涉及傳媒報道藝人的手法，這種將一些生活之中具體事件寫於歌詞之中，並表達明確立場的做法，在當時樂壇十分罕見。黃志華亦認為針對傳媒的歌詞十分大膽，表現王菲敢言、自我的個性（按原載《成報》，重載於個人博客的專欄文章）。音樂博客Muzikland稱讚此歌的「食字」（諧音雙關）既取歌手本名，又取香港小姐姓名，是高超之作。

## 迴響
王菲於1993年度叱咤樂壇流行榜頒獎典禮演唱此歌時（女歌手金獎領獎時），造型是透明塑膠連身裙，透明裙內露出黑色上衣，下身只有一條冷（毛織）三角底褲。此造型備受注目。在無綫電視翡翠台1994年綜藝節目《真過癮時代》（節目主題為趣劇及時事短評），吳鎮宇在搞笑趣劇中扮演「皇妃超人」，造型正是模仿王菲於該叱咤頒獎禮中的衣著，配以王菲另一個造型中的「菠羅頭」（出席1993年度的第十六屆十大中文金曲頒獎音樂會時造型），此亦是吳鎮宇早年的經典演出之一。

## 備註
1. ↑  時於正式場合仍使用藝名王靖雯，但媒體已開始廣泛以王菲稱呼她。